# 高橋治
高橋 治（たかはし おさむ、1929年5月23日 - 2015年6月13日）は、千葉県千葉市出身の小説家、劇作家、映画監督。

## 略歴
- 旧制第四高等学校卒。
- 東京大学文学部国文科卒業。大学ではエドワード・サイデンステッカーと友人となる。
- 1953年 松竹に助監督として入社（同期に篠田正浩、また同年代に山田洋次や大島渚がいた）。同年、新人助監督として、小津安二郎監督の代表作「東京物語」に係わる。
- 以降、堀内真直に師事。堀内の助監督をつとめながら、その監督作品の脚本を数多く手がける。
- 1950年代後半から藤原審爾に師事。江國滋、色川武大らを知る。
- 1960年 「彼女だけが知っている」で監督デビュー。松竹ヌーヴェルヴァーグを担う。また、戯曲も書き始める。
- 1965年 同社を退社し、作家活動に入る。また、金沢美術工芸大学の非常勤講師を8年間務める。
- 1966年、石浜みかると結婚。二児をもうける[1]。
- 1977年 シベリア出兵を描いた『派兵』（未完）により泉鏡花記念金沢市民文学賞受賞。
- 1979-80年、サイデンステッカーの招きでスタンフォード大学フーヴァー・センターで1年半過ごす[1]。
- 1983年 1月、小津安二郎の生涯を描いた『絢爛たる影絵――小津安二郎』で第88回直木賞候補。7月、「地雷」で第89回直木賞候補。
- 1984年 釣師の世界を描いた『秘伝』で第90回直木賞受賞。
- 1988年 自然の保護と均衡の取れた発展を模索する人材育成を目的とする「白山麓僻村塾」を石川県白峰村（現：白山市）に設立。
- 1988年 『名もなき道を』『別れてのちの恋歌』で第1回柴田錬三郎賞受賞。
- 1996年 『星の衣』で第30回吉川英治文学賞受賞。
- 2015年6月13日、肺炎のため死去[2]。86歳没。

刑事ものである「神崎省吾シリーズ」は2時間ドラマの原作として度々映像化されている。
「さすらい波太郎」シリーズなどの釣りに関する小説も多く、また環境や釣り人のマナーについての辛口のコメントも発表し続けている。
また、好角家としても知られ、1990年から2012年まで本場所中には中日スポーツ・東京中日スポーツに観戦記「私は見た!」を連載していた。その中で高橋は近年の力士の大型化を憂い、技能に優れた力士の登場を願うような記述が多い。また、朝青龍の素行にも批判的な立場を取っている。取り口の趣向としては長期戦を好み、その趣向に合致するという意味で把瑠都の相撲振りを取り分け好意的に評価している。
長男の文月涼（1967年 - ）は、元カメラライター、内閣官房職員で、自民党から数回出馬している。
エドワード・サイデンステッカーは東大時代の友人で、しばしば高橋の親戚の九十九里浜の家で避暑をしていた。
1998年『朝日新聞』夕刊に「漁火」（いじゃいび）を連載中病に倒れ、1999年10月に再開して2000年9月に完結したが、単行本化されていない。

## 『名もなき道を』事件
小説『名もなき道を』は、 医師になることを期待された病院長の長男が、色覚異常のため医師になることができず、その後司法試験を20回受験した後、奇行を繰り返し変死するというもの。主人公とその恩師、妹夫婦、友人らとの関わりが描かれる。モデルは著者の旧制高校時代の同級生。
小説中の妹夫婦のモデルとされる夫婦が、「虚構が描かれ名誉を毀損され、また自分たちの家族関係や兄の遺伝的要因等のプライバシーを侵害された」として、小説の出版中止、謝罪広告の掲載、慰謝料の支払いを求めて著者と出版元の講談社を提訴した。東京地裁はこれを棄却（東京地判平成7・5・19判時1550号49頁）。その後、1999年3月、控訴審の東京高裁において、原告が「精神的苦痛を受けた」ことを著者らが認め、妹夫婦に和解金を支払った。和解条項では、作品をドラマ化したり、書籍を宣伝する際には、主人公が「実在の人物とは一切関係のない」ことを明示するとしている。

## 監督作品
- 彼女だけが知っている 松竹大船 1960
- 死者との結婚 松竹大船 1960 - ウィリアム・アイリッシュの同名小説を原作とする[5]。
- 非情の男 松竹大船 1961
- 男の歌 松竹大船 1962
- 空と海の結婚 松竹大船 1962
- 七人の刑事 女を探がせ 松竹大船 1963
- ゴメスの名はゴメス・流砂 俳優座 1967
- 少年とラクダ 俳優座＝イスラムフィルム 1969

## 著書
- 『告発 水俣病事件 高橋治戯曲集』青雲書房 1970
- 『派兵』全4部 朝日新聞社 1973-77
- 『絢爛たる影絵――小津安二郎』文藝春秋 1982 のち文庫、岩波現代文庫
- 『自白の構図』文藝春秋 1984 のち文庫
- 『秘伝』講談社 1984 のち文庫
- 『つれ釣れなるままに』筑摩書房 1985 のち文庫
- 『夜光貝岬』講談社 1985 のち文庫
- 『風の盆恋歌』新潮社 1985 のち文庫
- 『紺青の鈴』角川書店 1985 のち文庫
- 『殺意の断崖 神崎省吾事件簿』文藝春秋 1986 のち文庫
- 「さすらい波太郎」シリーズ
  - 『さすらい波太郎 相模湾慕情』講談社 1986 のち文庫
  - 『さすらい波太郎 紀州沖急追』読売新聞社 1994
  - 『さすらい波太郎 熊野灘対決 読売新聞社 1994
  - 『さすらい波太郎 伊勢湾彷徨』読売新聞社 1994 「男波女波」 講談社文庫
- 『うず潮のひと』講談社 1987 のち文庫
- 『風の暦』新潮社 1987 のち文庫
- 『くさぐさの花』朝日新聞社 1987 のち文庫
- 『「青魚・下魚・安魚」讃歌』朝日新聞社 1988 のち文庫
- 『名もなき道を』講談社 1988 のち文庫
- 『人間ぱあてい』講談社 1988 のち文庫
- 『別れてのちの恋歌』新潮社 1988 のち文庫
- 『流域』講談社 1989 のち新潮文庫
- 『木々百花撰』朝日新聞社 1989 のち文庫
- 『海そだち』集英社 1989 のち文庫
- 『波太郎放浪記』講談社 1989
- 『美しき囮 神崎省吾事件簿』文藝春秋 1989 のち文庫
- 『つぶやき歳時記』角川書店 1990 のち文庫
- 『花ものがたり』新潮社 1990 のち文庫
- 『ベヒシュタイン歌う』文藝春秋 1991 「女たち」 文庫
- 『さまよう霧の恋歌』新潮社 1991 のち文庫
- 『花と心に囲まれて』講談社 1992 のち文庫
- 『ささやき歳時記』角川書店 1992 のち文庫
- 『春朧』日本経済新聞社 1992 のち新潮文庫
- 『春夏秋冬ひと歌こころ』新潮社 1993 のち文庫
- 『短夜』朝日新聞社 1993 のち新潮文庫、朝日文芸文庫
- 『味こごと歳時記』角川書店 1994 「泥鰌と粋筋」 文庫
- 『海の蝶』新潮社 1994 のち文庫
- 『大地が厨房だ』集英社 1994 のち文庫
- 『少年少女古典文学館 第26巻 おくのほそ道ほか』（原作:松尾芭蕉） 講談社 1994
  - 『高橋治のおくのほそ道』講談社 2001 上記の再編集版
- 『旬の菜滋記』朝日新聞社 1995 のち文庫
- 『星の衣』講談社 1995 のち文庫
- 『冬の炎』集英社 1996 のち文庫
- 『ひと恋ひ歳時記』角川書店 1996 のち文庫
- 『片意地へんくつ一本気 下田うなぎ屋風流噺』文藝春秋 1997 のち文庫
- 『蕪村春秋』朝日新聞社 1998 のち文庫
- 『慕情旅まくら』角川書店 1998
- 『女ひと四季』朝日新聞社 1999 のち文庫
- 『おんな心いろいろ帖』角川書店 2001
- 『純情無頼 小説阪東妻三郎』文藝春秋 2002 のち文庫
- 『雪』集英社 2008